# Francesc d'Aragó i de Cardona
Francesc Ramon de Aragón i de Cardona (Segorbe, 1539 - 12 de mayo de 1575) fue un noble de la Corona de Aragón, último representante de la rama masculina de la dinastía Aragón-Cardona. Fue III Duque de Segorbe y IV de Cardona, además de ostentar otros títulos, como el de Conde de Ampurias y Conde de Prades o el de vizconde de Vilamur.
Fue hijo de Alfonso de Aragón y Portugal, y de su primera esposa Joana de Cardona,[5] la cual integró los títulos de este linaje a la casa de Segorbe, pero con el acuerdo de conservar las armas y el apellido de la Casa de Cardona a la nueva rama. Así, fue el heredero del patrimonio familiar. Francesc, como hicieron su padre y su abuelo, vivió siempre en la villa de Segorbe, y también sería el último al seguir esta tradición. Se casó con Ángela de Cárdenas y de Velasco, hija de los duques de Maqueda, pero la pareja no tuvo hijos. Fue Grande Conestable de Aragón y caballero de la Orden de Sant Jaume.
Su muerte, sin descendencia, traspasará la sucesión a su hermana Joana de Aragón y de Cardona, el año 1575, casada con el castellano Diego Fernández de Córdoba, III marqués de Parteras. De este modo, los títulos de los Aragón-Cardona, pasaron a formar parte de una casa de origen castellano. De hecho, a partir de la muerte de Francesc, los matrimonios con los miembros de Fernández de Córdoba se consolidaron. Sin embargo, a la muerte del duque, la villa de Segorbe presentó un pleito para incorporarse a la corona como villa real, pero finalmente resultó en fracaso el 1619.
Francesc fue enterrado en la catedral de Segorbe, pero posteriormente fue trasladado al Monasterio de Poblet.

## Títulos
Francesc ostentó los siguientes títulos a lo largo de su vida:
- III Duque de Segorbe
- IV Duque de Cardona
- Marqués de Pallars
- Conde de Ampurias
- Conde de Prades
- Vizconde de Vilamur
- Barón de la Cuenca de Òdena
- Señor de la Baronía de Entenza